# یوگی ایچییاناگی
یوگی ایچییاناگی (ژاپنی: 一柳 夢吾؛ زادهٔ ۲ آوریل ۱۹۸۵) یک بازیکن فوتبال اهل ژاپن است.
از باشگاه‌هایی که در آن بازی کرده‌است می‌توان به باشگاه فوتبال توکیو وردی، باشگاه فوتبال ساگان توسو، باشگاه فوتبال وگالتا سندای، باشگاه فوتبال فاگیانو اوکایاما و باشگاه فوتبال ماتسوموتو یاماگا اشاره کرد.